# Luciano Zannier
Luciano Zannier (Córdoba, Argentina, 2 de febrero  del 2000) es un futbolista argentino que actualmente juega como mediocampista en  Talleres (RdE) de la Primera Nacional de Argentina.

## Trayectoria
Luciano Zannier nació el 2 de febrero de 2000 en Córdoba, Argentina y a temprana edad llamo la atención de diversos equipos y entre ellos Instituto de la Segunda División de Argentina.

### Instituto de Córdoba
A mediados del 2021, fue promovido al primer equipo de Instituto de Córdoba, y debutó el 19 de julio de 2021 contra San Telmo en la Primera B Nacional, llegando a sumar más de 10 partidos entre los 22 convocados y 11 titulares.

### Sportivo Atlético Club Las Parejas
ALuciano Zannier tuvo un pequeño paso Sportivo Atlético Club Las Parejas, llegó a base de préstamo luego de su paso por Instituto.

### Club Atlético Sansinena Social y Deportivo
Jugó en Club Atlético Sansinena Social y Deportivo durante el primer semestre de 2024, llegó luego desde una temporada en Sportivo Atlético Club Las Parejas.

### Germinal de Rawson
A mediados de 2024, luego de desvincularse de Sansinena, pasó a Germinal de Rawson.

### Talleres (RdE)
En el mes de enero de 2025, y ya culminado su vínculo contractual con Germinal de Rawson, acordó su incorporación a Talleres (RdE).

## Estadísticas

### Clubes
- Actualizado hasta el 25 de febrero de 2024

| Club                                                 | Div.                | Temporada           | Liga  | Liga  | Liga   | Copas nacionales (1) | Copas nacionales (1) | Copas nacionales (1) | Copas internacionales (2) | Copas internacionales (2) | Copas internacionales (2) | Total | Total | Total  |
| Club                                                 | Div.                | Temporada           | Part. | Goles | Asist. | Part.                | Goles                | Asist.               | Part.                     | Goles                     | Asist.                    | Part. | Goles | Asist. |
| ---------------------------------------------------- | ------------------- | ------------------- | ----- | ----- | ------ | -------------------- | -------------------- | -------------------- | ------------------------- | ------------------------- | ------------------------- | ----- | ----- | ------ |
| Instituto Argentina                                  | 1.ª                 | 2022                | 2     | 0     | 0      | 0                    | 0                    | 0                    | 0                         | 0                         | 0                         | 2     | 0     | 0      |
| Instituto Argentina                                  | Total club          | Total club          | 2     | 0     | 0      | 0                    | 0                    | 0                    | 0                         | 0                         | 0                         | 2     | 0     | 0      |
| Sportivo Atlético Club Argentina                     | 2.ª                 | 2022                | 2     | 1     | 0      | 0                    | 0                    | 0                    | 0                         | 0                         | 0                         | 2     | 1     | 0      |
| Sportivo Atlético Club Argentina                     | Total club          | Total club          | 2     | 1     | 0      | 0                    | 0                    | 0                    | 0                         | 0                         | 0                         | 2     | 1     | 0      |
| Club Atlético Sansinena Social y Deportivo Argentina | 2.ª                 | 2024                | 0     | 0     | 0      | 0                    | 0                    | 0                    | 0                         | 0                         | 0                         | 0     | 0     | 0      |
| Club Atlético Sansinena Social y Deportivo Argentina | Total club          | Total club          | 0     | 0     | 0      | 0                    | 0                    | 0                    | 0                         | 0                         | 0                         | 0     | 0     | 0      |
| Total en su carrera                                  | Total en su carrera | Total en su carrera | 4     | 1     | 0      | 0                    | 0                    | 0                    | 0                         | 0                         | 0                         | 4     | 1     | 0      |